# Korei
Imperador Korei (孝霊天皇, Korei-tennō) foi o 7º Imperador do Japão, na lista tradicional de sucessão.
Antes da sua ascensão ao trono, seu nome era Oho Yamato Nekohiko Futoni no Mikoto.
No Kojiki e Nihonshoki apenas seu nome e genealogia foram registrados. Indicando ser filho do Imperador Koan com Oshihime, que era filha de Ametarashihiko-Kunio-shihito-no-Mikoto.
O Kojiki também observa que foi durante o reinado de Korei que a Província de Kibi foi conquistada.
Os registros do Monge Jien indicam que Korei foi o filho mais velho do Imperador Koan, e que ele governou do palácio de Ihoto-no-Miya em Kuroda na Província de Yamato.
Este nome foi lhe dado postumamente e é característico do budismo chinês, o que sugere que o nome deve ter sido oficializado séculos após a morte de Korei possivelmente no momento em que as lendas sobre as origens da Dinastia Yamato foram compilados como as crônicas conhecidas hoje como o Kojiki.
O lugar de seu túmulo imperial (misasagi) é desconhecido. O Imperador Koan é tradicionalmente venerado num memorial no santuário xintoísta de Nara. A Agência da Casa Imperial designa este local como seu mausoléu que é chamado  Kataoka no Umasaka no Misasagi.
Korei reinou de 290 a.C. a 215 a.C.. 